# Busse (jezero)
Busse (rusky Буссе) je lagunové jezero v Sachalinské oblasti na ostrově Sachalin v Rusku. Leží na severovýchodním pobřeží Anivského zálivu Ochotského moře. Má rozlohu 39,4 km², délku 9 km, šířku 7 km a maximální hloubku 4,5 m. Povodí jezera má rozlohu 478 km². Jezero je pojmenované po účastníku expedice G. I. Nevelského a prvním šéfu ostrova Sachalin N. V. Bussem.

## Vodní režim
Na jihozápadě je jezero spojené s mořem úzkou propustí Suslova. Na severozápadě je spojené průtoky s Velkým Vavajským jezerem a s Velkým a Malým Čibisanským jezerem.

## Fauna
V jezeře je hojná vodní rostlina anfélcie, ze které se získává agar-agar.